# بروس سلون
بروس سلون (بالإنجليزية: Bruce Sloan)‏ هو لاعب كرة قاعدة أمريكي، ولد في 4 أكتوبر 1914 في ماكالستر في الولايات المتحدة، وتوفي في 24 سبتمبر 1973 في أوكلاهوما سيتي في الولايات المتحدة.

## وصلات خارجية
- بروس سلون على موقعبيزبول رفرنس.كوم (الدوري الرئيسي) (الإنجليزية)
- بروس سلون على موقعبيزبول رفرنس.كوم (الدوري الثانوي) (الإنجليزية)